# Zelota malaccensis
Zelota malaccensis là một loài bọ cánh cứng trong họ Cerambycidae.